# Gerd Strantzen
Gerd Strantzen (12. prosinca 1897. – 30. kolovoza 1958.) je bivši njemački hokejaš na travi. 
Osvojio je brončano odličje na hokejaškom turniru na Olimpijskim igrama 1928. u Amsterdamu igrajući za Njemačku. Na turniru je odigrao jedan susret. Igrao je na mjestu napadača.

## Vanjske poveznice
- Profil na Database Olympics